# Felix Prentzel
Felix Alexander Prentzel (* 9. März 1905 in Koblenz; † 6. Oktober 1993 in Bad Soden am Taunus) war ein deutscher Industriejurist.

## Leben

### Bis 1945
Der Katholik Felix Prentzel stammte väterlicherseits aus einer niedersächsischen Beamtenfamilie. Die mütterlichen Vorfahren waren Unternehmer. Als Sohn von Alexander Prentzel besuchte  er das Görres-Gymnasium (Koblenz) und ein Gymnasium in Berlin. Nach dem Abitur studierte er 1923–1927 an der Technischen Hochschule zu Berlin Bergbau und Hüttenwesen sowie Rechtswissenschaft. 1925 wurde er im Corps Marchia Berlin recipiert. Als Diplom-Ingenieur wurde er 1929 an der Friedrich-Alexander-Universität Erlangen zum Dr. iur. promoviert. Anschließend ging er zur weiteren Ausbildung zum Preußischen Bergamt. Er legte dort 1931 das große Staatsexamen ab und wurde zum Bergassessor ernannt. Es folgten Studienaufenthalte in den Vereinigten Staaten, Kanada und Osteuropa. Er quittierte 1935 den Staatsdienst und ging als Referent der Wirtschaftspolitischen Abteilung zur Zentralfinanzverwaltung der I.G. Farben in Berlin. 1939 heiratete er in Frankfurt am Main Lily Weber-Andreae; aus der Ehe gingen zwei Töchter und ein Sohn hervor. Prentzel wurde im selben Jahr zur Verkaufsgemeinschaft Chemikalien der I.G. Farben nach Frankfurt versetzt und erhielt 1940 Prokura. 1941 wurde er zur Wehrmacht einberufen und durch Vermittlung des Reichswirtschaftsministeriums als Militärverwaltungsoberrat im Wirtschaftsstab Ost des Oberkommandos der Wehrmacht, dem späteren Feldwirtschaftsamt, eingesetzt. Der Wirtschaftsstab Ost war zuständig für die Ausnutzung der in der Sowjetunion besetzten Gebiete. Prentzel organisierte unter anderem große Transporte von Kohle. Später wurde er in die Zentrale des Feldwirtschaftsamtes nach Berlin zum Leiter der Industrieabteilung im Rang eines Obersts berufen.

### Nachkriegszeit
Von 1947 bis 1954 arbeitete er zunächst im Zentralamt für Wirtschaft in Minden und anschließend als Ministerialdirigent und Unterabteilungsleiter im Bundeswirtschaftsministerium. 1955 wurde er in den Vorstand der DEGUSSA in Frankfurt am Main berufen. Von 1959 bis 1970 war er dessen Vorsitzender und wechselte anschließend in den Aufsichtsrat.
Nach der Pensionierung 1970 lebte er, zuletzt fast erblindet, mit seiner Frau in einem Wohnstift der Augustinum Gruppe in Bad Soden.

### Wirtschaftsverbände
- Präsident des Verbandes der Chemischen Industrie (1968/69)
- Aufsichtsräte
  - Degussa (1973–1981)
  - Hoechst
  - Metallgesellschaft AG
  - Didier-Werke
  - Friedrich Krupp AG

## Ehrungen
- Großes Verdienstkreuz des Verdienstordens der Bundesrepublik Deutschland (1966)[1]
- Großes Verdienstkreuz mit Stern (1971)
- Großes Silbernes Ehrenzeichen mit dem Stern für Verdienste um die Republik Österreich (1973)